# Szynwałd (Skrzyszów)
Szynwałd (deutsch: Schönwald(e)) ist eine Ortschaft mit einem Schulzenamt der Gemeinde Skrzyszów im Powiat Tarnowski der Woiwodschaft Kleinpolen in Polen.

## Geographie
Der Ort liegt im Ciężkowice-Gebirge, am Bach Wątok, einem rechten Zufluss der Biała, etwa zehn Kilometer südöstlich von Tarnów. Die Nachbarorte sind Skrzyszów im Nordwesten, Ładna im Norden, Łęki Górne im Osten, Zalasowa im Süden, sowie Łękawica und Trzemesna im Westen.

## Geschichte
Der Ort wurde nach dem Jahr 1333 vom Krakauer Kastellan Spycimir Leliwita gegründet und wurde am 11. Mai im Jahr 1344 als Sonvald sive Mnych, ein Dorf im Besitztum des Kastellans, erstmals urkundlich erwähnt. Der Name ist deutscher Herkunft – Schönwalde. Alternative Erläuterungen des Namens, z. B. aus „siny  wał“ (grauer Wasserdam), sind nicht überzeugend – auch viele der polnischen örtlichen Ortsnamen, darunter im Süden gelegene Zalasowa ([das Dorf] hinter dem Wald), sind etwa mit dem Wald verbunden. Die römisch-katholische Pfarrei Szinvald  wurde schon im Jahr 1350 erwähnt.
Politisch und administrativ gehörte das Dorf zum Königreich Polen (ab 1569 Adelsrepublik Polen-Litauen), Woiwodschaft Sandomir, Kreis Pilzno.
Bei der Ersten Teilung Polens kam Szynwałd 1772 zum neuen Königreich Galizien und Lodomerien des habsburgischen Kaiserreichs (ab 1804). In der Mitte des 19. Jahrhunderts wurde es in den kirchlichen Dokumenten auch als Schönwald benannt.

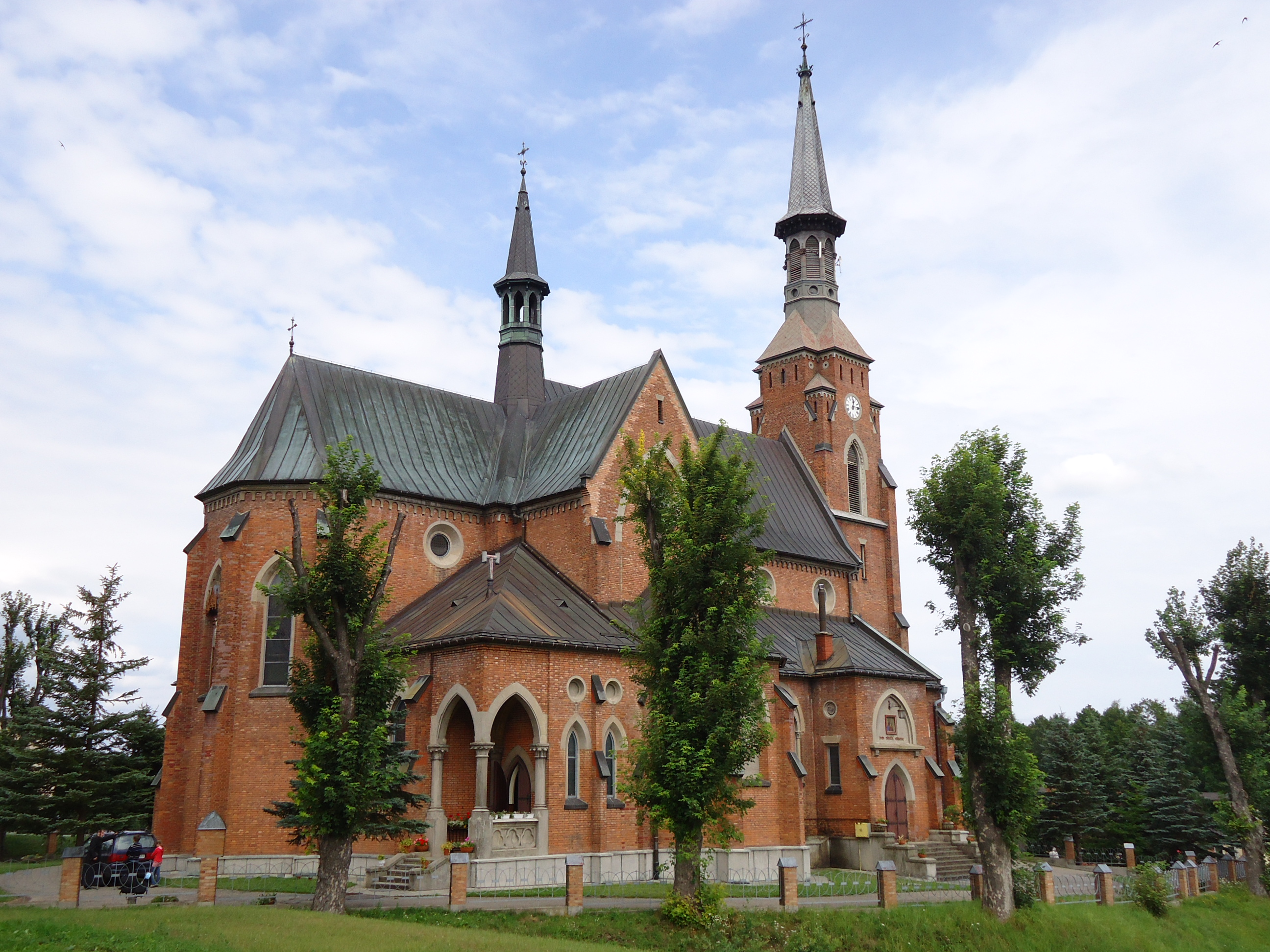
Ortskirche

1918, nach dem Ende des Ersten Weltkriegs und dem Zusammenbruch der k.u.k. Monarchie, kam Szynwałd zu Polen. Unterbrochen wurde dies nur durch die Besetzung Polens durch die Wehrmacht im Zweiten Weltkrieg.
Von 1975 bis 1998 gehörte Szynwałd zur Woiwodschaft Tarnów.

## Sehenswürdigkeiten
- Römisch-katholische Pfarrkirche, gebaut 1911–1918

## Persönlichkeiten
- Józef Grzegorz Wojtarowicz (1791–1875), Bischof von Tarnów